# Joe Reaves
Joe L. Reaves (Bolivar, 27 maggio 1950 – 5 novembre 2021) è stato un cestista statunitense, professionista nella NBA e nella ABA.

## Carriera
Venne selezionato dai Phoenix Suns al terzo giro del Draft NBA 1973 (42ª scelta assoluta).